# Lounge
Lounge é um programa de TV exibido pelo Canal BIS, onde grandes sucessos da música nacional e internacional são interpretados com arranjos inéditos, no estilo lounge, e pela voz de artistas da música brasileira. A primeira temporada foi ao ar no dia 7 de setembro de 2016, e a segunda temporada teve sua estreia no dia 6 de setembro de 2017. Todas as temporadas foram produzidas pela TX Filmes, com produção musical de Apollo 9, direção de Roberto Oliveira e direção de arte de Gabriel Ranza.

## Temporadas

##### 1ª Temporada
Em 13 episódios temáticos, o programa homenageou artistas como David Bowie, Rolling Stones, Beatles, The Police, Michael Jackson, Madonna, Chico Buarque e Rita Lee. A banda de apoio é formada por Apollo Nove na guitarra, Will Bone no trompete, João Paraíba na bateria, Lee Marcucci no baixo e Rafael Laurenti no violão.

#### Cantores
- Filipe Catto
- Nina Becker
- Lia Paris
- Luiza Meiodavila
- Michel Sebá
- Johnny Hooker
- Karine Carvalho
- Sabrina Parlatore
- Black Alien
- Ana Lomelino
- João Suplicy
- Ana Kühnbach
- Thiago Pethit
- Helio Flanders
- Gabi Milino
- Bukassa
- Pélico
- China [3]

##### 2ª Temporada
A segunda temporada vai ao ar no dia 6 de setembro de 2017, com episódios inéditos toda quarta-feira às 19h. A banda de apoio é formada por Apollo Nove no teclado, Will Bone no trompete, João Paraíba na bateria, Gibson Freitas no baixo, Pedro Lima no violão e DJ Mistaluba.

#### Cantores
- Luiza Meiodavila
- Paulo Ho
- Luiza Boê
- Tchello Palma
- Paula Mirhan
- Lino Krizz
- Andrea Martins